# Comtats i vescomtats de França
Aquesta llista dels comtats i vescomtats de França inclou també els eclesiàstics.
- Comtat d'Agde amb el Vescomtat d'Agde
- Comtat d'Agen
- Comtat d'Albi amb el Vescomtat d'Albi
- Comtat d'Albon
- Comtat d'Alençon
- Comtat de l'Alta Alsàcia (Nordgau)
- Comtat de la Baixa Alsàcia (Sundgau)
- Comtat d'Alvèrnia
- Delfinat d'Alvèrnia
- Comtat d'Amiens
- Comtat d'Amous
- Comtat d'Angers o Comtat d'Anjou amb el Vescomtat d'Angers
- Comtat d'Angulema o Comtat d'Angumois
- Comtat d'Anjou o Comtat d'Angers
- Comtat d'Apt amb el Vescomtat d'Arberoa
- Comtat de Les Ardennes
- Comtat d'Arles
- Comtat d'Arques o comtat de Talou
- Comtat d'Armanyac
- Comtat d'Arcesais
- Comtat d'Artois
- Comtat d'Astarac amb el Vescomtat d'Aster
- Comtat d'Atuyer
- Comtat d'Aumale amb el Vescomtat d'Aunay
- Comtat d'Aura amb el Vescomtat d'Aura
- Comtat d'Aurenja
- Comtat d'Aurillac (abadia el segle IX)
- Comtat d'Autun
- Comtat d'Auxerre
- Comtat d'Auxois
- Comtat d'Auxonne
- Comtat d'Avallon (comtat d'Avalois)
- Comtat d'Avinyó amb el Vescomtat d'Avinyó
- Comtat d'Avranches amb el Vescomtat d'Avranches
- Comtat d'Ayen
- Bar després ducat de Bar
- Comtat de Bar-sur-Aube
- Comtat de Bar-sur-Seine
- Comtat de Basàs
- Comtat de Bassigny
- Comtat de Bayeux, Vescomtat de Bearn
- Comtat de Beaumont-le-Roger
- Comtat de Beaumont-sur-Oise amb el Vescomtat de Beaumont o vescomtat del Maine
- Comtat de Beaune amb el Vescomtat de Beaune
- Comtat de Beauvais
- Comtat de Belfort
- Comtat de Belley
- Comtat de Benaugès
- Comtat de Besiers amb el Vescomtat de Besiers amb el Vescomtat de Bezaume
- Comtat de Bigorra
- Comtat de Bitche
- comtat de Blois amb el Vescomtat de Blois
- Comtat de Bolenois
- Comtat de Borbó
- Comtat de Bordeus
- Comtat de Borgonya
- Comtat de Boulogne
- Comtat de Bourges amb el Vescomtat de Bourges
- Comtat de Braine
- Comtat de Breteuil
- Comtat de Brienne
- Comtat de Brionne amb els vescomtats de Brosse, Brulhes, Bruniquel, Buçon (vescomtat d'Aubusson) i Cahors
- Comtat de Cambrai (després bisbat-comtat) amb el Vescomtat de Cambrai (de fet castellania)
- Comtat de Candale
- Comtat de Carcassona
- Comtat de Carcí
- Comtat del Carladès o Comtat de Carlat amb els vescomtats de Carlat, Castellbò, Castellnou i Castilhon
- Comtat de Castres amb el Vescomtat de Cavalhon
- Comtat de Chalais, després Principat de Chalais
- Comtat de Chalon (Chalon-sur-Saône) també comtat de Chaunois
- Comtat de Châlons-en-Champagne (bisbat)
- Comtat del Charolais
- Comtat de Chartres amb el Vescomtat de Chartres
- Comtat de Château-Chinon amb els vescomtats de Chateaudun, Château Landon i Chatellerault
- Comtat de Chaumontois amb el Vescomtat de Chaumont
- Comtat de Cerdanya
- Comtat de Clarmont o Delfinat d'Alvèrnia
- Comtat de Clermont-en-Beauvaisis amb el Vescomtat de Coëtmen
- Comtat de Coligny, després Ducat de Coligny amb el Vescomtat de Comborn
- Comtat de Comenge
- Comtat de Condom amb el Vescomtat de Conteville
- Comtat de Corbeil amb els vescomtats de Corbie i Corneillan
- Comtat de Cornuaille
- Comtat de Còrsega amb els vescomtats de Coserans, Cotentin i Saint Saveur
- Comtat de Créhange
- Comtat de Dammartin amb el Vescomtat de Dax
- Delfinat d'Alvèrnia
- Delfinat de Vienne (Delfinat Viennois)
- Comtat de Dia
- Comtat de Dijon amb els vescomtats de Dijon i Dinan
- Comtat de Diois
- Comtat de Douai
- Comtat de Dreux
- Comtat del Dunois
- Comtat de Duesmois
- Comtat d'Elbeuf, després marquesat
- Comtat d'Embrun
- Comtat d'Equestres
- Comtat d'Escuens
- Arquebisbat d'Estrasburg
- Comtat d'Étampes
- Comtat d'Eu amb el Vescomtat d'Eu
- Vescomtat d'Èvol
- Comtat d'Évreux
- Comtat d'Exmes
- Comtat de Ferrette amb els Vescomtes de Fessard
- Comtat de Flandes
- Comtat de Fézensac amb el Vescomtat de Fezensaguet
- Comtat de Ficquelmont
- Comtat de Fleix
- Comtat de Flers
- Comtat de Foix
- Comtat de Fontenoy
- Comtat de Forcalquier
- Comtat de Forez amb el Vescomtat de Forez
- Franc Comtat (Comtat de Borgonya) amb els vescomtats de Frejus, Fronsac i Gabardà
- Comtat de Gap
- Comtat de Gascunya
- Comtat del Gatinais (Gâtinais)
- Comtat de Gaura
- Comtat del Gavaldà
- Comtat de Gien amb el Vescomtat de Gimois
- Comtat de Ginebra
- Comtat de Goëllo amb el Vescomtat de Gourin
- Comtat de Grenoble
- Comtat de Gresivaudan
- Comtat de Grignols
- Comtat de Grignon
- Comtat de Gruyere
- Comtat de Guingamp
- Comtat de Guînes
- Comtat de Guisa, després Ducat de Guisa
- Comtat de Gurson
- Comtat d'Hanau-Lichtenberg (1793)
- comtat d'Hartcourt
- Comtat d'Herbauges
- Comtat d'Hesdin
- Comtat d'Hiémois
- Comtat d'Ivry
- Comtat de Joigny amb el Vescomtat de Labarta
- Comtat de Lambesc
- Comtat de Langres (bisbat)
- Comtat de Laonnois
- Comtat de Laon (bisbat) amb el Vescomtat de Lapurdi
- Comtat del Lauragués amb els vescomtats de Vescomtat de Larboust amb el Vescomtat de Lautrec
- Comtat de Laval amb el Vescomtat de Lavedan
- Comtat de Léon
- Comtat de Ligny
- Comtat del Lionès o Comtat de Lió amb el Vescomtat de Lió
- Comtat de Lisieux amb el Vescomtat de Llemotges
- Comtat del Llemosí
- Comtat de Lodeva amb els vescomtats de Lodeva i Lomanha
- Comtat de Longueville, després Ducat de Longueville
- Comtats de l'Alta Lorena
- Comtats de la Baixa Lorena amb el Vescomtat de Louvigny
- Comtat de Luneville
- Comtat de Mâcon amb el Vescomtat de Mâcon
- Comtat de Magalona amb el Vescomtat de Maillezais
- Comtat del Maine, després Ducat del Maine amb el Vescomtat de Manhoac
- Comtat de Mantes amb el Vescomtat de Mantes
- Comtat de La Marca o Comtat de La Marche amb el Vescomtat de Maremne
- Comtat de Marle amb els vescomtats de Marsan, Marsella i Maulèvrier
- Comtat de Mauny
- Comtat de la Mauriena
- Comtat de Mayenne
- Comtat de Meaux amb el Vescomtat de Meaux
- Comtat de Melguèlh
- Comtat de Melun amb el Vescomtat de Melun
- Comtat de Memontois amb el Vescomtat de Menerba
- Comtat de Metz (després bisbat)
- Comtat de Meulan amb els vescomtats de Mézoargues, Milhau i Montaner
- Comtat de Montbéliard, després principat de Montbéliard amb el Vescomtat de Montclar
- Comtat de Montfort
- Comtat de Montpensier, després Ducat de Montpensier
- Comtat de Montreuil
- Comtat de Mortagne
- Comtat de Mortain amb el Vescomtat de Murat
- Comtat de Nantes
- Comtat de Narbona amb els vescomtats de Narbona i de Nebosan
- Comtat de Neuchatel
- Comtat de Nevers
- Comtat de Niça
- Comtat de Nimes
  - Vescomtat de Nimes
- Comtat de Noailles
- Comtat de Nogent
- Comtat de Noyon (bisbat) amb el Vescomtat d'Oloron o d'Auloron
- Comtat d'Omont
- Comtat d'Orléans amb els vescomtats d'Orleans i Orte
- Comtat d'Ostrevant
- Comtat de Pardiac
- Comtat de París
- Comtat de Penthièvre
- Comtat de Perche
- Comtat de Périgueux o Perigord
- Comtat de Petite Pierre o de Lützelstein
- Comtat de Poher
- Comtat de Poitiers o de Poitou
- Comtat de Poix-Créquy amb els vescomtats de Polinhac i Pommiers
- Comtat de Ponthieu
- Comtat de Porcien
- Comtat de Porhoët
- Comtat del Portois
- Comtat de Provença
- Comtat de Randan
- Comtat de Rasès amb el Vescomtat de Rasès
- Comtat de Reims (després Arquebisbat de Reims)
- Comtat de Rennes
- Comtat de Rethel
- Comtat de Reynel amb el Vescomtat de Riez
- Comtat de la Roche (La Roche-en-Montagne) amb el Vescomtat de Rochechouart
- Comtat de Rochefoucauld
- Comtat de Rochefort
- Comtat de Rodès amb el Vescomtat de Rodès
- Comtat de Roergue amb el Vescomtat de Rohan
- Comtat del Rosselló
- Comtat de Roucy
- Comtat de Rouen amb el Vescomtat de Rouen
- Comtat de Rougé amb el Vescomtat de Saint Circq
- Comtat de Saint Pol amb el Vescomtat de Saint Saveur o del Cotentin
- Comtat de Saligny
- Comtat de Salm, després Principat de Salm-Salm amb el Vescomtat de Salt o de Sault
- Comtat de Sancerre amb el Vescomtat de Sant Antoní de Noble Vall
- Comtat de Santonya (o comtat de Saintes)
- Comtat de Saarwerden
- Comtat de Savoia, després Ducat de Savoia amb el Vescomtat de Segur
- Comtat de Senlis
- Comtat de Sens amb els vescomtats de Sens i Sisteron
- Comtat de Soissons
- Comtat de Tancarville amb el Vescomtat de Tartàs
- Comtat de Thérouanne amb els vescomtats de Thiern, Thouars, Thro
- Comtat de Tonnerre
  - Vescomtat de Tonnerre
- Comtat de Tolosa amb el Vescomtat de Tomquedec
- Comtat de Toul
- Comtat de Toulonjon
- Comtat de Tours (o Comtat de Turena) amb el Vescomtat de Turena
- Comtat de Troyes amb els vescomtats de Troyes i Tursan
- Comtat d'Uzès amb el Vescomtat d'Uzès o d'Usès
- Comtat de Valence (comtat de Valentinois) amb el Vescomtat de Vallespir
- Comtat de Valois
- Comtat de Vannes
- Comtat de Varais
- Comtat de Vaud
- Comtat de Vaudemont
- Comtat del Velai amb el Vescomtat de Velai
- Comtat de Vendôme amb els vescomtats de Vendôme i Ventadour
- Comtat de Verdun
- Comtat de Vermandois
- Comtat de Vertus
- Comtat de Vexin
- Comtat de Viena o Comtat de Vienne amb el Vescomtat de Viena (o Vienne)
- Comtat de Villefranche
- Comtat de Vintimille (Ventimiglia)
- Comtat del Vivarès
- Comtat de Xampanya amb el Vescomtat de Zuberoa